# Wallenbach (Kyll)
Der Wallenbach ist ein etwa zwei Kilometer langer Waldbach im Stadtgebiet des kreisfreien Trier in Rheinland-Pfalz, der im Stadtteil Ehrang von rechts in die unterste Kyll mündet.

## Geographie

### Verlauf
Der Wallenbach entspringt etwa zwei Kilometer nördlich von Trier-Biewer im Pfalzeler Wald auf etwa 240 m ü. NHN am Nordostfuß des Steigenbergs nahe der B 52/E 44. 
Er fließt fast auf ganzer Länge durch ein Waldtal nach Nordosten, links begleitet von der Bundesstraße, die er dann am Ortsrand von Ehrang unterquert. Kurz danach mündet er etwas oberhalb der Brücke der Eisenbahnstrecke Trier–Koblenz auf etwa 126 m ü. NHN von rechts in die Kyll, die schon etwa einen Kilometer weiter abwärts in die Mosel mündet.
Der Wallenbach mündet nach einem 2,1 km langen Lauf mit mittlerem Sohlgefälle von etwa 55 ‰ rund 114 Höhenmeter unterhalb seiner Quelle. 

### Einzugsgebiet
Das 1,9 km² große Einzugsgebiet liegt in den Naturräumen Butzweiler Gutland und Palliener Sandsteinfelsen und wird durch ihn über die Kyll, die Mosel und den Rhein zur Nordsee entwässert. 
Es grenzt
- im Osten und Südosten an das Einzugsgebiet der Kyll;
- im Süden an das des Biewerbachs, der in die Mosel mündet;
- im Westen an das des Biewerbach-Zuflusses Steigenbergbach und
- im Nordwesten an das des Kutbachs, der in die Kyll mündet.

Außer im kleinen Mündungskeil, von dem wenige Hektar zur Siedlungsfläche von Ehrang gehören, besteht es fast ausschließlich aus Wald. Die höchste Erhebung ist der Steigenberg mit einer Höhe von 349,5 m ü. NHN im Südwesten des Einzugsgebiets.